# Frans Jozef I van Oostenrijk

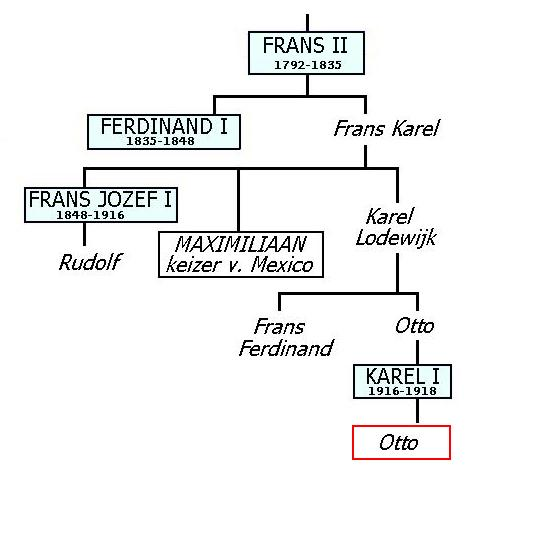
Stamboom met directe familie van Frans Jozef, na de moord op zijn neef Frans Ferdinand werd achterneef Karel I benoemd tot zijn opvolger. Kroonprins Otto (geboren 1912) werd nooit keizer

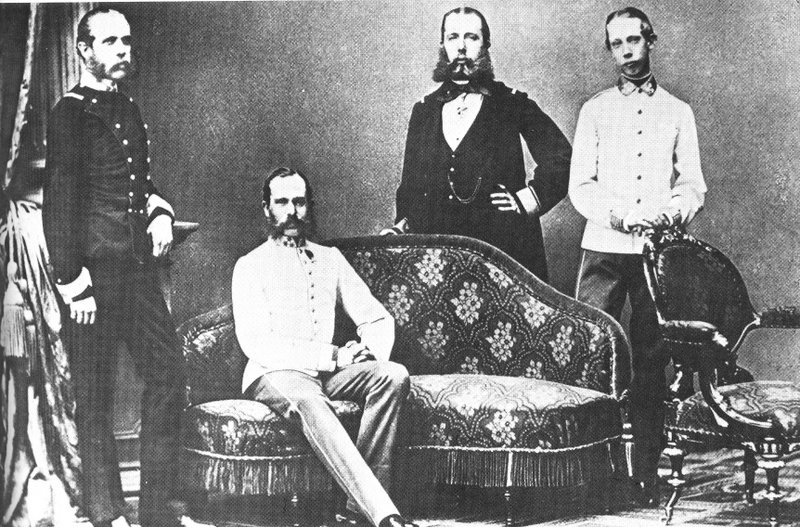
Aartshertog Karel Lodewijk, keizer Frans Jozef, aartshertog Ferdinand Max (de latere keizer van Mexico) en aartshertog Lodewijk Victor

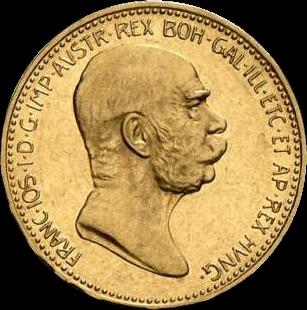
Gouden munt van de keizer

Frans Jozef Karel (Duits: Franz Joseph Karl; Hongaars: Ferenc József Károly) (Schloss Schönbrunn, Wenen, 18 augustus 1830 – aldaar, 21 november 1916) was van 1848 tot 1916 keizer van Oostenrijk en apostolisch koning van Hongarije (na 1867 bekend als Oostenrijk-Hongarije). Hij was een zoon van Frans Karel van Oostenrijk, een jongere broer van keizer Ferdinand I.

## Inleiding
Toen keizer Ferdinand in het revolutiejaar 1848 was afgezet en zijn broer Frans Karel als beoogde opvolger onder zware druk van zijn vrouw Sophie van de troon had afgezien, werd hun toen 18-jarige zoon Frans Jozef de nieuwe keizer van Oostenrijk.
Frans Jozefs persoonlijke leven liet aanvankelijk weinig te wensen over toen hij in 1854 trouwde met zijn intelligente en knappe nicht Elisabeth in Beieren, een dochter van zijn tante Ludovika van Beieren. Uit dit huwelijk werden kort na elkaar vier kinderen geboren, onder wie de kroonprins Rudolf. Het huwelijk verslechterde doordat Frans Jozef voortdurend buitenechtelijke relaties had. Verder had Elisabeth vanaf het begin moeite met het ouderwetse hofprotocol in Wenen en de rol die daarin voor haar was weggelegd. Bovendien ging ze zich naar de toen geldende normen vreemd gedragen na de vroege dood van haar eerste dochter. Haar familie, het Beierse vorstenhuis Wittelsbach, kende een historie van gevallen van krankzinnigheid.
In juni 1914 werd zijn neef Frans Ferdinand, de nieuwe troonopvolger, vermoord. Naar aanleiding daarvan verklaarde Frans Jozef de oorlog aan Servië, waarna de staat van oorlog zich uitbreidde tot de Eerste Wereldoorlog. Toen Frans Jozef in november 1916 overleed, was in feite de oorlog verloren en naderde ook zijn rijk het einde.

## Persoonlijk
Frans Jozef was conservatief in zijn opvattingen over het bestuur van het land, maar ook een plichtsgetrouw staatsman. Hij moest weinig hebben van 'nieuwerwetse zaken' die de moderne tijd met zich meebracht. Zo gaf hij de voorkeur aan de koets boven de trein en auto; in plaats van te telefoneren, correspondeerde hij liever per handgeschreven brief, want ook van schrijfmachines moest hij niets hebben. Hij was een harde werker en besteedde zijn tijd op latere leeftijd vaak tot diep in de nacht aan staatszaken. Hij stond elke dag om half vier 's nachts op, nam een bad, at een bescheiden ontbijt en ging aan de slag. De keizer was nauwgezet en ijverig, maar een intellectueel was hij niet. Toen Elisabeth hem een brief schreef met daarin een citaat van Schopenhauer, schreef hij terug:

Sonst halte ich, wie du richtig bemerkest, auf solche philosophische Werke nichts, die einen nur Konfus machen.

Hij vervolgde zijn brief met zijn gebruikelijke, wijdlopige uiteenzettingen over het weer.
Frans Jozef had verschillende maîtresses en hield ook in dit opzicht een oude aristocratische 'traditie' in ere. Tijdens het begin van hun huwelijk waren Frans Jozefs buitenechtelijke escapades de reden van Elisabeths regelmatige buitenlandse reizen. Later had Elisabeth minder moeite met de vriendinnen van de keizer. Langere relaties had hij eerst met Anna Nahowski en vervolgens met Katharina Schratt. De keizer probeerde zijn vrouw vaak wat meer bij staatszaken te betrekken, maar die had daar absoluut geen interesse in en het kwam regelmatig tot een stemverheffing als Frans Jozef zijn vrouw weer eens probeerde over te halen deel te nemen aan een plechtigheid.
Bijzonder voor zijn tijd en omgeving was dat de keizer in het toentertijd heersende antisemitische klimaat, geen antisemiet was, waaraan hij de (negatief bedoelde) bijnaam "Der Judenfreund" ontleende. Franz Jozef heeft een aantal van zijn Joodse onderdanen in de adelstand verheven of gedecoreerd met een ridderorde. De keizer greep ook in toen Leopold Hilsner, een Boheemse schoenmaker met het Joodse geloof, in 1900 voor een zogenaamde rituele moord ter dood was veroordeeld. De keizer had een hekel aan doodvonnissen en was geneigd om waar mogelijk gratie te verlenen.
Frans Jozef kende erg veel tegenslagen in zijn persoonlijke leven: Op 29 mei 1857 stierf zijn eerste dochter Sophie Frederika Dorothea op 2-jarige leeftijd in Boeda aan buiktyfus. In 1867 werd zijn broer Maximiliaan, keizer van Mexico, in dat land gefusilleerd. In 1886 verdronk zijn neef Ludwig II van Beieren onder dubieuze omstandigheden in de Starnberger See, sommige geschiedschrijvers vermoeden dat het niet om zelfdoding maar om moord ging.
In 1889 pleegde zijn dertigjarige zoon Rudolf zelfmoord. Zijn schoonzus Sophie in Beieren kwam om bij een hevige brand in de Bazar de la Charité, een liefdadigheidstenstoonstelling in Parijs.
In 1896 overleed zijn andere broer (en enige troonopvolger) Karel Lodewijk op 62-jarige leeftijd. In 1898 stak de anarchist Luigi Lucheni zijn vrouw Elisabeth dood met een vijl. Een bekende uitspraak van Franz Jozef na de moord op zijn vrouw was dan ook:

Mij blijft niets bespaard

 In 1914 ten slotte werd zijn neef, de door hemzelf benoemde troonopvolger Frans Ferdinand samen met diens vrouw Sophie Chotek in Sarajevo vermoord.
Hij was 83 jaar oud (en daarmee de oudste vorst van Europa) toen hij op 28 juli 1914 de oorlog aan Servië verklaarde wat de aanleiding vormde van de Eerste Wereldoorlog. Vlak voor zijn dood, op 86-jarige leeftijd, werkte de bejaarde keizer nog aan een nieuwe meer liberale grondwet in een laatste poging om zijn uiteenvallende rijk bij elkaar te houden.

## Regering
In het roerige revolutiejaar 1848 kwam Frans Jozef, met steun van de Russische tsaar die in feite de Habsburgse monarchie redde van de ondergang, op de troon nadat de zwakke keizer Ferdinand I was afgezet en zijn vader Frans Karel onder zware druk van zijn vrouw Sophie afzag van de troon. Frans Jozefs gehele rijk werd centralistisch bestuurd vanuit de hoofdstad Wenen. Ook de kerkhervormingen, ingevoerd onder invloed van de revolutionairen van 1848, die een zekere vrijheid voor niet-katholieken toelieten, werden ten nadele van de bevolking weer snel afgeschaft door de katholieke keizer.
Frans Jozef zag zich gedurende zijn hele regeringsperiode geconfronteerd met de afbrokkeling van zijn rijk, waar nationalistische bewegingen de kop opstaken die sinds 1848 door heel Europa opkwamen. Frans Jozefs keizerschap leidde in feite tot het einde van de Habsburgse monarchie. Als jonge vorst initieerde hij allerlei militaire operaties die hij niet kon winnen. Hij trachtte een absolute monarchie overeind te houden maar bleek niet opgewassen tegen het sterk opkomende liberalisme en constitutionalisme. Hij werd zozeer in beslag genomen door het bijeenhouden van zijn rijk, dat hij gaandeweg iedere invloed binnen de Duitse Bond verloor waar Oostenrijk voorheen altijd de eerste viool had gespeeld.
Zowel Frans Jozefs pogingen om de machtspositie en het leiderschap in de Duitse Bond te bewaren, zijn poging om de invloed van Oostenrijk in Italië en de Habsburgse satellietvorsten in Parma en Toscane te bewaren en zijn pogingen om de Russische invloed op de Balkan te verkleinen mislukten allemaal. De Oostenrijkers verloren gewapende conflicten van Frankrijk, Italië en Pruisen. Franz Jozef slaagde er niet in om bondgenoten te vinden. De Russische tsaar die de Habsburgers in 1849 had ondersteund, voelde zich in 1853 tijdens de Krimoorlog in de steek gelaten en Rusland keerde zich tegen Oostenrijk. Toen Oostenrijk op zijn beurt door Frankrijk en Sardinië werd aangevallen, bleef Rusland neutraal. In 1866 weigerden Rusland en Engeland de zijde van Oostenrijk te kiezen.
Frans Jozef probeerde met harde middelen, zoals een uitgebreide geheime politie en executie van dissidenten (ook al was Frans Jozef geen voorstander van de doodstraf), twee doelen na te streven:
- De absolute macht van de monarchie te behouden, hetgeen eigenlijk niet meer goed mogelijk was in de 19e eeuw[bron?]
- De lappendeken van het Oostenrijkse Rijk bij elkaar houden, hetgeen bemoeilijkt werd door een snel toenemend nationalisme van de vele volkeren binnen de grenzen.

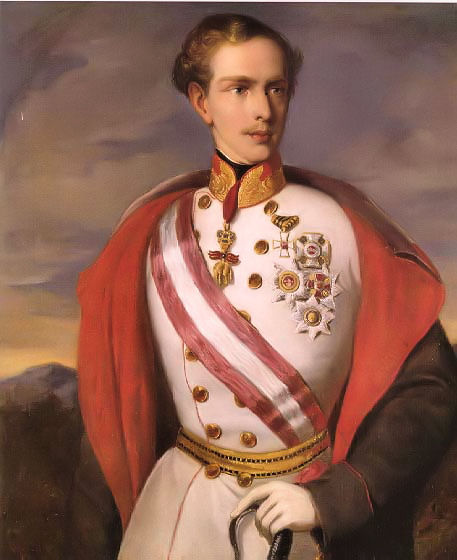
Keizer Frans Jozef op jonge leeftijd

In 1859 wisten de Italiaanse nationalisten zich aan Oostenrijk te ontworstelen. Tijdens de Slag bij Solferino werd het Oostenrijkse leger verslagen. Deze nederlaag, waarbij 3000 Oostenrijkse soldaten het leven lieten, leidde tot de Italiaanse eenwording. In 1866, na een nederlaag tegen het Pruisische sterk gemoderniseerde leger - hier was de Slag bij Königgrätz doorslaggevend - was ook de tot dan toe leidende rol van Oostenrijk in de Duitse politiek uitgespeeld. Door de nederlaag tegen Pruisen ging Oostenrijk zich weer meer richten op de minder sterke oosterburen. In 1867 kwam de Oostenrijks-Hongaarse Dubbelmonarchie tot stand. Hongarije bleef soeverein maar wel verenigd met Oostenrijk. Frans Jozef werd in 1867 gekroond tot koning van Hongarije.
Aan het einde van zijn regering werkte Frans Jozef nog aan een herziening van de grondwet die Oostenrijk min of meer moest omvormen tot een constitutionele monarchie, in 1907 vonden de eerste algemene verkiezingen plaats. De Balkanoorlogen van 1912-1913 en de oorlogsverklaring door Frans Jozef aan Servië na de gelukte aanslag in Sarajevo op zijn troonopvolger in 1914, vormden de aanzet tot de Eerste Wereldoorlog. Servië kwam als sterke macht uit de Balkanoorlogen, hetgeen leidde tot spanningen met de buurstaat Oostenrijk-Hongarije, die in 1908 delen van Bosnië en Herzegovina geannexeerd had. Servische en Bosnische nationalisten ageerden tegen die annexatie. Op 28 juni 1914 werd de Oostenrijkse aartshertog en troonopvolger Frans Ferdinand gedood bij een aanslag in Sarajevo.
Tijdens de oorlog, in 1916, stierf Frans Jozef en liet een zwak rijk achter waarvan hij wist dat het einde in zicht was. Zijn opvolger was zijn achterneef Karel I.

## Familie
De familie van de keizer Frans Jozef was uitgebreid. Het Huis Habsburg bestond in zijn tijd uit meer dan 65 aartshertogen en aartshertoginnen.
Door de huwelijkspolitiek was meer dan de helft van de familie verspreid over andere, altijd katholieke, Europese hoven.
Frans Jozef en Elisabeth hadden vier kinderen:
- Sophie Frederika Dorothea (5 maart 1855 - 29 mei 1857)
- Gisela Louisa Marie (12 juli 1856 - 27 juli 1932), gehuwd met prins Leopold van Beieren
- Rudolf Frans Karel Jozef (21 augustus 1858 - 30 januari 1889), kroonprins, gehuwd met prinses Stefanie van België
- Marie Valerie Mathilde Amalia (22 april 1868 - 6 september 1924), gehuwd met Frans Salvator van Oostenrijk, kleinzoon van Leopold II van Toscane

## Trivia
Naar hem werd de eilandengroep Frans Jozefland vernoemd.
In de bekende film Sissi (1955) en de twee vervolgfilms, werd een zeer romantisch, maar geen waarheidsgetrouw beeld van Frans Jozef neergezet door de acteur Karlheinz Böhm en van Elisabeth door Romy Schneider.
Toen Frans Jozef zich kritisch had uitgelaten over de pas gebouwde Hofoper (geopend in 1869; nu Weense Staatsopera), pleegde de architect, Eduard van der Nüll, zelfmoord. Sindsdien hield de keizer zijn persoonlijke mening over kunstwerken voor zich, maar bedankte hij met de gevleugelde woorden:

Es war sehr schön, es hat mich sehr gefreut.

Dit citaat is als een handelsmerk aan hem blijven kleven en was de titel van de tentoonstelling die ter ere van zijn honderdste sterfdag in Schönbrunn werd gehouden.

## Titels
Frans Jozefs titels waren:

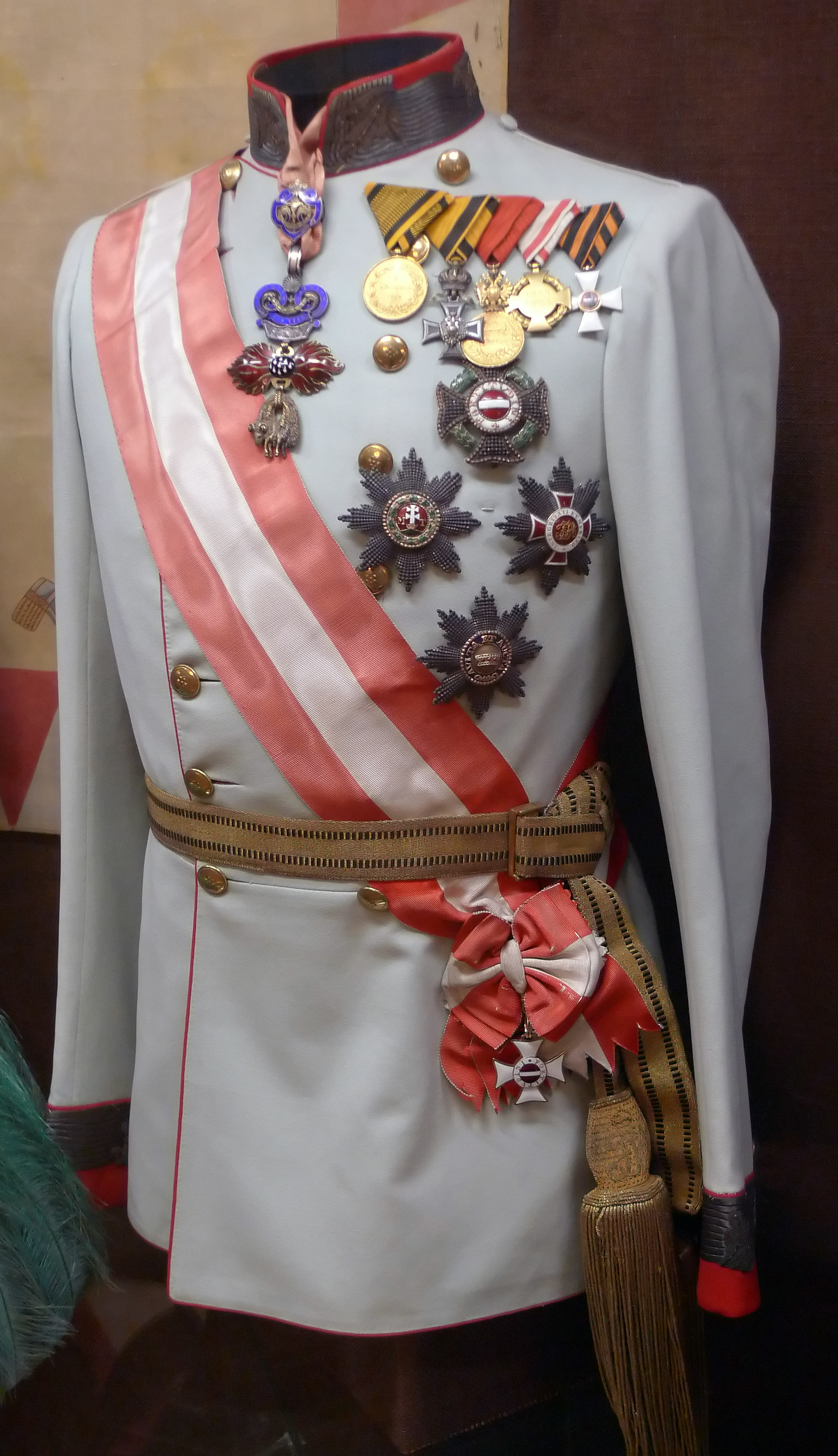
Uniform van Frans Jozef met als diplomatiek compliment op zijn linkerschouder de Sint-Jorisorde van de tsaar van Rusland die in 1848 de troon van de Habsburgers had gered. De Keizer droeg dit ridderkruis na 1848 altijd.

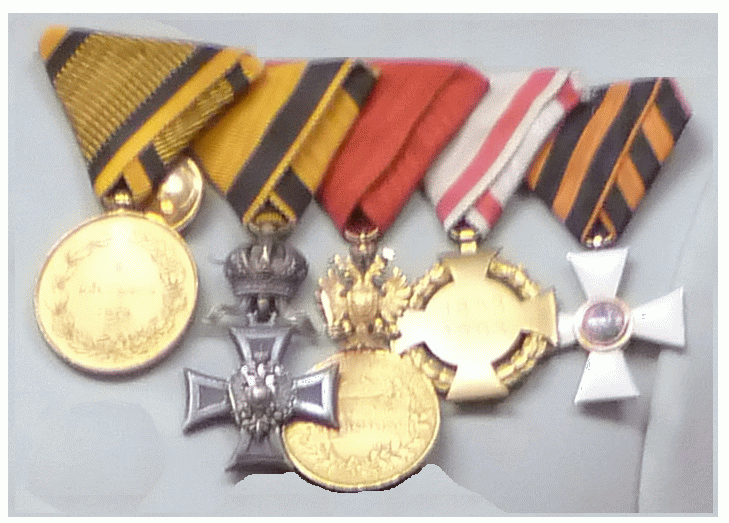
De onderscheidingen van keizer Frans Jozef I van Oostenrijk aan driehoekige linten. Als eerste draagt de keizer de Oorlogsmedaille. Verder het gouden Militair Dienstteken met de Kroon voor 50 jaar dienst, zijn eigen Gouden Jubileum-Herinneringsmedaille 1898 met de adelaar, het Jubileumskruis 1908. Het kruis van de Russische Sint-Jorisorde uiterst links hangt volgens Oostenrijks gebruik aan een driehoekig lint.

- Zijne Keizerlijke en Koninklijke Apostolische Majesteit Frans Jozef I, bij de gratie Gods keizer van Oostenrijk,
- Apostolisch koning van Hongarije,
- Koning van Bohemen, van Dalmatië, Kroatië en Slavonië, Galicië en Lodomerië en Illyrië,
- Koning van Jeruzalem,
- Aartshertog van Oostenrijk,
- Groothertog van Toscane en Krakau,
- Hertog van Lotharingen en Salzburg, Stiermarken, Karinthië, Krain en Boekovina,
- Grootvorst van Zevenburgen,
- Markgraaf van Moravië,
- Hertog van Opper- en Neder-Silezië, van Modena, Parma en Piacenza en Guastalla, van Auschwitz en Zator, van Teschen, Friuli, Ragusa en Zara,
- Vorstelijk graaf van Tirol, van Kyburg, Görz en Gradisca,
- Vorst van Trente en Brixen,
- Markgraaf van Opper- en Neder-Lausitz en Istrië,
- Graaf van Hohenems, Feldkirch, Bregenz, Sonnenberg etc.;
- Heer van Triëst, van Cattaro en de Windische Mark,
- Grootwoiwode van het woiwodschap Servië.

## Kwartierstaat
| Keizer Leopold II (1747-1792) | Keizer Leopold II (1747-1792) | Keizer Leopold II (1747-1792) | Keizer Leopold II (1747-1792) | Keizer Leopold II (1747-1792)            | Keizer Leopold II (1747-1792)            | Marie Louise van Bourbon (1745-1792)     | Marie Louise van Bourbon (1745-1792)     | Marie Louise van Bourbon (1745-1792)     | Marie Louise van Bourbon (1745-1792)     | Marie Louise van Bourbon (1745-1792)   | Marie Louise van Bourbon (1745-1792)   |                                        |                                        | Ferdinand I der Beide Siciliën (1751-1825) | Ferdinand I der Beide Siciliën (1751-1825) | Ferdinand I der Beide Siciliën (1751-1825)     | Ferdinand I der Beide Siciliën (1751-1825)     | Ferdinand I der Beide Siciliën (1751-1825)     | Ferdinand I der Beide Siciliën (1751-1825)     | Maria Carolina van Oostenrijk (1752-1814)      | Maria Carolina van Oostenrijk (1752-1814)      | Maria Carolina van Oostenrijk (1752-1814) | Maria Carolina van Oostenrijk (1752-1814) | Maria Carolina van Oostenrijk (1752-1814) | Maria Carolina van Oostenrijk (1752-1814) |                                           |                                           | Frederik Michael van Palts-Birkenfeld (1724-1767) | Frederik Michael van Palts-Birkenfeld (1724-1767) | Frederik Michael van Palts-Birkenfeld (1724-1767) | Frederik Michael van Palts-Birkenfeld (1724-1767) | Frederik Michael van Palts-Birkenfeld (1724-1767) | Frederik Michael van Palts-Birkenfeld (1724-1767) | Maria Francisca van Palts-Sulzbach (1724-1794) | Maria Francisca van Palts-Sulzbach (1724-1794) | Maria Francisca van Palts-Sulzbach (1724-1794) | Maria Francisca van Palts-Sulzbach (1724-1794) | Maria Francisca van Palts-Sulzbach (1724-1794) | Maria Francisca van Palts-Sulzbach (1724-1794) |                                |                                | Karel Lodewijk van Baden (1755-1801) | Karel Lodewijk van Baden (1755-1801) | Karel Lodewijk van Baden (1755-1801)       | Karel Lodewijk van Baden (1755-1801)       | Karel Lodewijk van Baden (1755-1801)       | Karel Lodewijk van Baden (1755-1801)       | Amalia van Hessen-Darmstadt (1754-1832)    | Amalia van Hessen-Darmstadt (1754-1832)    | Amalia van Hessen-Darmstadt (1754-1832) | Amalia van Hessen-Darmstadt (1754-1832) | Amalia van Hessen-Darmstadt (1754-1832) | Amalia van Hessen-Darmstadt (1754-1832) |  |  |  |  |  |  |  |  |  |  |  |  |  |  |  |  |  |  |  |  |  |  |  |  |  |  |  |  |  |  |  |  |  |  |  |  |  |  |  |  |  |  |  |  |  |  |  |  |
| Keizer Leopold II (1747-1792) | Keizer Leopold II (1747-1792) | Keizer Leopold II (1747-1792) | Keizer Leopold II (1747-1792) | Keizer Leopold II (1747-1792)            | Keizer Leopold II (1747-1792)            | Marie Louise van Bourbon (1745-1792)     | Marie Louise van Bourbon (1745-1792)     | Marie Louise van Bourbon (1745-1792)     | Marie Louise van Bourbon (1745-1792)     | Marie Louise van Bourbon (1745-1792)   | Marie Louise van Bourbon (1745-1792)   |                                        |                                        | Ferdinand I der Beide Siciliën (1751-1825) | Ferdinand I der Beide Siciliën (1751-1825) | Ferdinand I der Beide Siciliën (1751-1825)     | Ferdinand I der Beide Siciliën (1751-1825)     | Ferdinand I der Beide Siciliën (1751-1825)     | Ferdinand I der Beide Siciliën (1751-1825)     | Maria Carolina van Oostenrijk (1752-1814)      | Maria Carolina van Oostenrijk (1752-1814)      | Maria Carolina van Oostenrijk (1752-1814) | Maria Carolina van Oostenrijk (1752-1814) | Maria Carolina van Oostenrijk (1752-1814) | Maria Carolina van Oostenrijk (1752-1814) |                                           |                                           | Frederik Michael van Palts-Birkenfeld (1724-1767) | Frederik Michael van Palts-Birkenfeld (1724-1767) | Frederik Michael van Palts-Birkenfeld (1724-1767) | Frederik Michael van Palts-Birkenfeld (1724-1767) | Frederik Michael van Palts-Birkenfeld (1724-1767) | Frederik Michael van Palts-Birkenfeld (1724-1767) | Maria Francisca van Palts-Sulzbach (1724-1794) | Maria Francisca van Palts-Sulzbach (1724-1794) | Maria Francisca van Palts-Sulzbach (1724-1794) | Maria Francisca van Palts-Sulzbach (1724-1794) | Maria Francisca van Palts-Sulzbach (1724-1794) | Maria Francisca van Palts-Sulzbach (1724-1794) |                                |                                | Karel Lodewijk van Baden (1755-1801) | Karel Lodewijk van Baden (1755-1801) | Karel Lodewijk van Baden (1755-1801)       | Karel Lodewijk van Baden (1755-1801)       | Karel Lodewijk van Baden (1755-1801)       | Karel Lodewijk van Baden (1755-1801)       | Amalia van Hessen-Darmstadt (1754-1832)    | Amalia van Hessen-Darmstadt (1754-1832)    | Amalia van Hessen-Darmstadt (1754-1832) | Amalia van Hessen-Darmstadt (1754-1832) | Amalia van Hessen-Darmstadt (1754-1832) | Amalia van Hessen-Darmstadt (1754-1832) |  |  |  |  |  |  |  |  |  |  |  |  |  |  |  |  |  |  |  |  |  |  |  |  |  |  |  |  |  |  |  |  |  |  |  |  |  |  |  |  |  |  |  |  |  |  |  |  |
|                               |                               |                               |                               |                                          |                                          |                                          |                                          |                                          |                                          |                                        |                                        |                                        |                                        |                                            |                                            |                                                |                                                |                                                |                                                |                                                |                                                |                                           |                                           |                                           |                                           |                                           |                                           |                                                   |                                                   |                                                   |                                                   |                                                   |                                                   |                                                |                                                |                                                |                                                |                                                |                                                |                                |                                |                                      |                                      |                                            |                                            |                                            |                                            |                                            |                                            |                                         |                                         |                                         |                                         |  |  |  |  |  |  |  |  |  |  |  |  |  |  |  |  |  |  |  |  |  |  |  |  |  |  |  |  |  |  |  |  |  |  |  |  |  |  |  |  |  |  |  |  |  |  |  |  |
|                               |                               |                               |                               | Frans II van Oostenrijk (1768-1835)      | Frans II van Oostenrijk (1768-1835)      | Frans II van Oostenrijk (1768-1835)      | Frans II van Oostenrijk (1768-1835)      | Frans II van Oostenrijk (1768-1835)      | Frans II van Oostenrijk (1768-1835)      |                                        |                                        |                                        |                                        |                                            |                                            | Maria Theresia van Bourbon-Sicilië (1772-1807) | Maria Theresia van Bourbon-Sicilië (1772-1807) | Maria Theresia van Bourbon-Sicilië (1772-1807) | Maria Theresia van Bourbon-Sicilië (1772-1807) | Maria Theresia van Bourbon-Sicilië (1772-1807) | Maria Theresia van Bourbon-Sicilië (1772-1807) |                                           |                                           |                                           |                                           |                                           |                                           |                                                   |                                                   |                                                   |                                                   | Maximiliaan I Jozef van Beieren (1756-1825)       | Maximiliaan I Jozef van Beieren (1756-1825)       | Maximiliaan I Jozef van Beieren (1756-1825)    | Maximiliaan I Jozef van Beieren (1756-1825)    | Maximiliaan I Jozef van Beieren (1756-1825)    | Maximiliaan I Jozef van Beieren (1756-1825)    |                                                |                                                |                                |                                |                                      |                                      | Caroline van Baden (1776-1841)             | Caroline van Baden (1776-1841)             | Caroline van Baden (1776-1841)             | Caroline van Baden (1776-1841)             | Caroline van Baden (1776-1841)             | Caroline van Baden (1776-1841)             |                                         |                                         |                                         |                                         |  |  |  |  |  |  |  |  |  |  |  |  |  |  |  |  |  |  |  |  |  |  |  |  |  |  |  |  |  |  |  |  |  |  |  |  |  |  |  |  |  |  |  |  |  |  |  |  |
|                               |                               |                               |                               | Frans II van Oostenrijk (1768-1835)      | Frans II van Oostenrijk (1768-1835)      | Frans II van Oostenrijk (1768-1835)      | Frans II van Oostenrijk (1768-1835)      | Frans II van Oostenrijk (1768-1835)      | Frans II van Oostenrijk (1768-1835)      |                                        |                                        |                                        |                                        |                                            |                                            | Maria Theresia van Bourbon-Sicilië (1772-1807) | Maria Theresia van Bourbon-Sicilië (1772-1807) | Maria Theresia van Bourbon-Sicilië (1772-1807) | Maria Theresia van Bourbon-Sicilië (1772-1807) | Maria Theresia van Bourbon-Sicilië (1772-1807) | Maria Theresia van Bourbon-Sicilië (1772-1807) |                                           |                                           |                                           |                                           |                                           |                                           |                                                   |                                                   |                                                   |                                                   | Maximiliaan I Jozef van Beieren (1756-1825)       | Maximiliaan I Jozef van Beieren (1756-1825)       | Maximiliaan I Jozef van Beieren (1756-1825)    | Maximiliaan I Jozef van Beieren (1756-1825)    | Maximiliaan I Jozef van Beieren (1756-1825)    | Maximiliaan I Jozef van Beieren (1756-1825)    |                                                |                                                |                                |                                |                                      |                                      | Caroline van Baden (1776-1841)             | Caroline van Baden (1776-1841)             | Caroline van Baden (1776-1841)             | Caroline van Baden (1776-1841)             | Caroline van Baden (1776-1841)             | Caroline van Baden (1776-1841)             |                                         |                                         |                                         |                                         |  |  |  |  |  |  |  |  |  |  |  |  |  |  |  |  |  |  |  |  |  |  |  |  |  |  |  |  |  |  |  |  |  |  |  |  |  |  |  |  |  |  |  |  |  |  |  |  |
|                               |                               |                               |                               |                                          |                                          |                                          |                                          |                                          |                                          | Frans Karel van Oostenrijk (1802-1878) | Frans Karel van Oostenrijk (1802-1878) | Frans Karel van Oostenrijk (1802-1878) | Frans Karel van Oostenrijk (1802-1878) | Frans Karel van Oostenrijk (1802-1878)     | Frans Karel van Oostenrijk (1802-1878)     |                                                |                                                |                                                |                                                |                                                |                                                |                                           |                                           |                                           |                                           |                                           |                                           |                                                   |                                                   |                                                   |                                                   |                                                   |                                                   |                                                |                                                |                                                |                                                | Sophie van Beieren (1805-1872)                 | Sophie van Beieren (1805-1872)                 | Sophie van Beieren (1805-1872) | Sophie van Beieren (1805-1872) | Sophie van Beieren (1805-1872)       | Sophie van Beieren (1805-1872)       |                                            |                                            |                                            |                                            |                                            |                                            |                                         |                                         |                                         |                                         |  |  |  |  |  |  |  |  |  |  |  |  |  |  |  |  |  |  |  |  |  |  |  |  |  |  |  |  |  |  |  |  |  |  |  |  |  |  |  |  |  |  |  |  |  |  |  |  |
|                               |                               |                               |                               |                                          |                                          |                                          |                                          |                                          |                                          | Frans Karel van Oostenrijk (1802-1878) | Frans Karel van Oostenrijk (1802-1878) | Frans Karel van Oostenrijk (1802-1878) | Frans Karel van Oostenrijk (1802-1878) | Frans Karel van Oostenrijk (1802-1878)     | Frans Karel van Oostenrijk (1802-1878)     |                                                |                                                |                                                |                                                |                                                |                                                |                                           |                                           |                                           |                                           |                                           |                                           |                                                   |                                                   |                                                   |                                                   |                                                   |                                                   |                                                |                                                |                                                |                                                | Sophie van Beieren (1805-1872)                 | Sophie van Beieren (1805-1872)                 | Sophie van Beieren (1805-1872) | Sophie van Beieren (1805-1872) | Sophie van Beieren (1805-1872)       | Sophie van Beieren (1805-1872)       |                                            |                                            |                                            |                                            |                                            |                                            |                                         |                                         |                                         |                                         |  |  |  |  |  |  |  |  |  |  |  |  |  |  |  |  |  |  |  |  |  |  |  |  |  |  |  |  |  |  |  |  |  |  |  |  |  |  |  |  |  |  |  |  |  |  |  |  |
|                               |                               |                               |                               |                                          |                                          |                                          |                                          |                                          |                                          |                                        |                                        |                                        |                                        |                                            |                                            |                                                |                                                |                                                |                                                |                                                |                                                |                                           |                                           |                                           |                                           |                                           |                                           |                                                   |                                                   |                                                   |                                                   |                                                   |                                                   |                                                |                                                |                                                |                                                |                                                |                                                |                                |                                |                                      |                                      |                                            |                                            |                                            |                                            |                                            |                                            |                                         |                                         |                                         |                                         |  |  |  |  |  |  |  |  |  |  |  |  |  |  |  |  |  |  |  |  |  |  |  |  |  |  |  |  |  |  |  |  |  |  |  |  |  |  |  |  |  |  |  |  |  |  |  |  |
|                               |                               |                               |                               |                                          |                                          |                                          |                                          |                                          |                                          |                                        |                                        |                                        |                                        |                                            |                                            |                                                |                                                |                                                |                                                |                                                |                                                |                                           |                                           |                                           |                                           |                                           |                                           |                                                   |                                                   |                                                   |                                                   |                                                   |                                                   |                                                |                                                |                                                |                                                |                                                |                                                |                                |                                |                                      |                                      |                                            |                                            |                                            |                                            |                                            |                                            |                                         |                                         |                                         |                                         |  |  |  |  |  |  |  |  |  |  |  |  |  |  |  |  |  |  |  |  |  |  |  |  |  |  |  |  |  |  |  |  |  |  |  |  |  |  |  |  |  |  |  |  |  |  |  |  |
|                               |                               |                               |                               | Frans Jozef I van Oostenrijk (1830-1916) | Frans Jozef I van Oostenrijk (1830-1916) | Frans Jozef I van Oostenrijk (1830-1916) | Frans Jozef I van Oostenrijk (1830-1916) | Frans Jozef I van Oostenrijk (1830-1916) | Frans Jozef I van Oostenrijk (1830-1916) |                                        |                                        |                                        |                                        | Maximiliaan van Mexico (1832-1867)         | Maximiliaan van Mexico (1832-1867)         | Maximiliaan van Mexico (1832-1867)             | Maximiliaan van Mexico (1832-1867)             | Maximiliaan van Mexico (1832-1867)             | Maximiliaan van Mexico (1832-1867)             |                                                |                                                |                                           |                                           | Karel Lodewijk van Oostenrijk (1833-1896) | Karel Lodewijk van Oostenrijk (1833-1896) | Karel Lodewijk van Oostenrijk (1833-1896) | Karel Lodewijk van Oostenrijk (1833-1896) | Karel Lodewijk van Oostenrijk (1833-1896)         | Karel Lodewijk van Oostenrijk (1833-1896)         |                                                   |                                                   |                                                   |                                                   | Maria Anna Carolina van Oostenrijk (1835-1840) | Maria Anna Carolina van Oostenrijk (1835-1840) | Maria Anna Carolina van Oostenrijk (1835-1840) | Maria Anna Carolina van Oostenrijk (1835-1840) | Maria Anna Carolina van Oostenrijk (1835-1840) | Maria Anna Carolina van Oostenrijk (1835-1840) |                                |                                |                                      |                                      | Lodewijk Victor van Oostenrijk (1842-1919) | Lodewijk Victor van Oostenrijk (1842-1919) | Lodewijk Victor van Oostenrijk (1842-1919) | Lodewijk Victor van Oostenrijk (1842-1919) | Lodewijk Victor van Oostenrijk (1842-1919) | Lodewijk Victor van Oostenrijk (1842-1919) |                                         |                                         |                                         |                                         |  |  |  |  |  |  |  |  |  |  |  |  |  |  |  |  |  |  |  |  |  |  |  |  |  |  |  |  |  |  |  |  |  |  |  |  |  |  |  |  |  |  |  |  |  |  |  |  |